# Cryptopodium lutescens
Cryptopodium lutescens là một loài rêu trong họ Rhizogoniaceae. Loài này được (Hampe) A. Jaeger mô tả khoa học đầu tiên năm 1875.